# 塞缪尔·L·索瑟德
塞缪尔·刘易斯·索瑟德（Samuel Lewis Southard，1787年6月9日—1842年6月26日），美国政治家，美国民主-共和党成员，曾任美国参议员（1821年-1823年）、美国海军部长（1823年-1829年）和新泽西州州长（1832年-1833年）。
| 前任： 彼得·杜蒙·弗鲁姆 | 新泽西州州长 1832年-1833年 | 繼任： 伊莱亚斯·P·西利 |
| 前任： 史密斯·汤普森    | 美国海军部长 1823年-1829年 | 繼任： 约翰·布兰奇     |